# Tô Hiệu (phường)
Tô Hiệu là một phường thuộc thành phố Sơn La, tỉnh Sơn La, Việt Nam.
Phường có diện tích 1,79 km², dân số năm 1999 là 6.170 người, mật độ dân số đạt 3.447 người/km².